# Església de Santa Maria de Roses
|  | Aquest article tracta sobre l'església parroquial de la vila de Roses. Si cerqueu l'abadia benedictina, vegeu «Santa Maria de Roses». |

Santa Maria de Roses és una església parroquial del bisbat de Girona al centre de la vila de Roses (Alt Empordà) protegida com a bé cultural d'interès local.

## Arquitectura
És una església de tres naus, creuer coronat per una cúpula i capçalera poligonal. Les naus laterals corresponen a la successió de tres capelles comunicades entre si. S'hi distingeixen dos sectors de distinta cronologia: la capçalera i el transsepte corresponen al temple de finals del XVIII (beneït el 1796). En canvi, les naus i el frontis són una obra de reforma i ampliació de la segona meitat del XIX (iniciada el 1863). Ambdues parts són cobertes amb voltes de canó amb llunetes, arcs formers i motlluratge ornamental. L'interior s'estructura en dos nivells, curiosament amb el sòl força més elevat a les naus, de manera que hi ha una graonada per baixar al creuer i al presbiteri. La capçalera, que conté l'altar major, presenta un espai perifèric a manera de girola.
A la dreta hi ha la sagristia i a l'esquerra una capella a la que s'accedeix a través d'una porta situada al creuer. La façana quedà inacabada donat que li manca el coronament superior. Consta d'un cos central format per la portada amb l'emmarcament motllurat i dues pilastres per banda, amb falsos capitells toscans, i un gran fris de tríglifs a l'entaulament. Entre les pilastres hi ha dues grans fornícules, ara cegades. Als dos segments laterals s'hi obriren grans finestrals rectangulars (ara tapiats) coronats per grans timpans amb arc de dovellatge a saltacavall i la dovella de la clau ressaltada. Hi ha una espadanya a l'extrem de migdia, sobre el mur de base d'un campanar que no es construí. Tot l'edifici es troba bastit amb pedres desbastades, excepte la façana monumental vuitcentista, formada per grans carreus ben escairats de pedra calcària d'Avinyonet.

## Història
Després del setge de Roses de 1794-1795, la població medieval de Roses situada a l'interior de la Ciutadella, fou definitivament abandonada. Això va permetre el desenvolupament del raval que havia anat creixent extramurs, situat vora el port a tocar de la riera dels Ginjolers. Per la destrucció soferta a la basílica romànica i la deserció de la comunitat monàstica de Santa Maria de Roses a causa dels bombardeigs i altres efectes de la guerra, es decidí la construcció d'un temple parroquial fora de la ciutadella, al centre del nou nucli urbà. L'església fou projectada per Antonio López Sopeña l'any 1792. Les obres comencen el 29 de juny de 1972, i l'església es consagra un any després, exactament el segon diumenge d'octubre del 1796. L'any 1803, Francisco Soriano fa un informe sobre la solidesa dels fonaments i estructures.
Com a tota la vila nova, l'últim setge de Roses (1808) comportà greus danys a l'església, que foren parcialment reparats en els anys posteriors al conflicte. A causa d'aquests estralls, del temple inicial només es conserven l'absis, el creuer i la cúpula. Per això el 1815, el mestre d'obres Llorenç Rovira hi fa algunes reparacions. L'any 1853 projecte de reforma i ampliació de l'arquitecte empordanès Martí Sureda y Deulovol, qui dissenya la portalada s'inspirà, evidentment en la Porta de Mar, renaixentista, de la Ciutadella de Roses.
El 1936, durant la Guerra Civil espanyola, fou saquejada i tot seguit es destinà a mercat i a magatzem municipal. Acabat el conflicte, fou reacondicionada i s'hi reinstaurà el culte. Entre 1959 i 1963 es reprengué i s'acabà el projecte de Martí Sureda, amb la construcció de tres voltes. En aquests anys es renovà el paviment, i més endavant el teulat de la nau (1980), les façanes i els altres teulats (1992-1993) i, finalment, l'interior (1995).